# Stableford
Das Zählspiel nach Stableford ist eine Spielform im Golf, die 1898 von Frank Stableford erfunden, 1932 erstmals offiziell angewandt und 1968 in die Golfregeln aufgenommen wurde.
Hierbei erhält der Spieler an jedem Loch für den gespielten Score sogenannte Stableford-Punkte gemäß der folgenden Tabelle:
| Score                         | Stableford-Punkte |
| ----------------------------- | ----------------- |
| drei unter Par                | 5                 |
| zwei unter Par                | 4                 |
| eins unter Par                | 3                 |
| Par                           | 2                 |
| eins über Par                 | 1                 |
| zwei über Par oder schlechter | 0                 |

Ein Ergebnis von vier unter Par ist bisher in keinem Turnier mit Stableford-Wertung dokumentiert worden, würde aber entsprechend mit 6 Stableford-Punkten bewertet.
Charakteristisch für die Stableford-Wertung ist, dass besonders schlecht gespielte Löcher unterproportional stark ins Gewicht fallen, da es keine negativen Punktzahlen gibt. Ein nicht zu Ende gespieltes Loch wird mit zwei Schlägen über dem persönlichen Par auf der Scorekarte vermerkt und zählt ebenfalls 0 Punkte. Bei Stableford-Wettspielen ist es daher üblich, dass ein Spieler, der an einem Loch keine Punkte mehr erzielen kann, aus Gründen der Zeitersparnis seinen Ball aufhebt und damit das Spiel auf diesem Loch beendet.
Bei einer Nettowertung nach Stableford bekommt der Spieler sogenannte Vorgabeschläge, die auf die zu spielenden Löcher verteilt werden. Jeder Vorgabeschlag setzt also das „persönliche Par“ um einen Schlag hinauf.
Bei zwei Vorgabeschlägen und einem Lochergebnis einen Schlag über Par (Bogey) erhält der Spieler drei Stableford-Punkte, ein Score von 3 über Par ergäbe immerhin noch einen Punkt, da dies sozusagen dem „persönlichen Bogey“ gleichkäme.
Ist die Anzahl der einem Spieler zustehenden Vorgabeschläge kein Vielfaches der Anzahl der zu spielenden Löcher, so findet notwendigerweise eine ungleichmäßige Verteilung statt. Hierbei orientiert man sich am Schwierigkeitsgrad der einzelnen Löcher, der vom Betreiber des Golfplatzes vorab festgelegt wird. Die Vorgabeschläge werden dann in der Reihenfolge vom schwierigsten zum leichtesten Loch zugeteilt. Die Schwierigkeit eines Loches wird dabei meistens auf der Scorecard in einer Spalte mit der Überschrift "HCP" (für Handicap) angegeben; dabei wird die schwerste Bahn mit 1, die zweitschwerste mit 2 usw. angegeben. Hat ein Spieler also insgesamt 19 Vorgabeschläge, so hat er an 17 von 18 Bahnen einen Vorgabeschlag (darf also einen Schlag über Par spielen, um zwei Stableford-Punkte zu erhalten) und an der schwersten Bahn (HCP 1) zwei Vorgabeschläge. Er darf hier also zwei über Par spielen, um noch zwei Stableford-Punkte zu erhalten.
Erzielt ein Spieler in der Netto-Wertung an jedem Loch durchschnittlich zwei Punkte, so ergibt dies 18 × 2 = 36 Punkte und man sagt, er habe genau „sein Handicap gespielt“. In Ländern wie Deutschland, wo die Handicaps der Golfspieler nach Stableford ermittelt werden, kann eine Punktzahl ungleich 36 zu einer Verbesserung oder Verschlechterung des Handicaps führen.

## Umrechnen aus dem klassischen Zählspiel in Stableford
Für das Umrechnen gilt:  die eigenen, je nach Handicap von dem Platz vorgegebenen Schläge sind mit 36 Stableford punkten gleichzusetzen. (z. B: bei einer Platzvorgabe von 19 Schlägen und einem Score von 19 über Par erhält man 36 Stablefordpunkte.) Die Differenz des eigenen Scores und der Vorgabe werden verrechnet.
Für jeden Schlag unter der eigenen Platzvorgabe werden 2 Stablefordpunkte der Basis von 36 hinzugefügt (z. B: bei 15 Schlägen über Par und einer Vorgabe von 19 Schlägen erhält man 36 + (19-15) x 2 = 44 Stablefordpunkte).
Für jeden Schlag über der eigenen Platzvorgabe werden 2 Stablefordpunkte der Basis von 36 abgezogen (z. B: bei 23 Schlägen über Par und einer Vorgabe von 19 Schlägen erhält man 36 - (23-19) x 2 = 28 Stablefordpunkte).

## Varianten
Mitunter existieren Turniere mit einer modifizierten Variante des Stableford-Systems, zum Beispiel The International. Dort werden speziell Bogeys im Vergleich zu Ergebnissen unter Par weniger stark gewichtet, so dass die Teilnehmer im Allgemeinen aggressiver spielen.